# Georges Van Tieghem
Georges Van Tieghem (Sint-Michiels, 7 januari 1924 - Brugge, 14 januari 2000) was een volksfiguur uit Brugge. Hij werd vooral bekend als Georges'tje van de Gilde of Klein Georges'tje.
Georges Van Tieghem werd bekend als bewaker van de fietsenstalling bij De Gilde (een aantal gebouwen met onder andere de lokale afdelingen van de CM, het ACV en het ACW) in de straat Oude Burg in Brugge. Hij viel daarbij vooral op door zijn geringe gestalte van 1,08 meter. Voor de organisaties van De Gilde verkocht hij ook jaarlijks loterijlotjes. Hij maakte ook graag een praatje met voorbijgangers of wees ze de weg. Hij was ook graag gezien bij kinderen, voor wie hij altijd stickers bij zich had.
Georges was ook bekend als lokale zanger, mondharmonicaspeler en supporter van Club en Cercle Brugge. Hij deed vaak mee aan bedevaarten, wat van hem ook een bekende gast maakte in de Vlaamse Ardennen, Lourdes, Rome en Zwitserland.
Georges Van Tieghem woonde lange tijd in Sint-Jozef, waar hij in 2000 ook overleed. In 2002 kreeg hij een bronzen standbeeld op het Kerkplein van Sint-Jozef.